# Forze armate dei Paesi Bassi
Le forze armate dei Paesi Bassi sono composte da esercito, marina e aeronautica; al vertice vi è il Ministero della difesa.

## Disciplina generale
L'articolo 97 della costituzione del Regno dei Paesi Bassi afferma che il compito delle forze armate è quello di difendere il Regno dei Paesi Bassi e i suoi interessi nel mondo; 
Ciò significa che il ruolo e la responsabilità dell'esercito olandese nella stabilità internazionale e nel mantenimento della pace sono costituzionalmente determinati.
Lo stesso articolo della costituzione stabilisce che il comando supremo dell'esercito olandese risiede con il governo dei Paesi Bassi. Questo è stato il caso da quando la costituzione è stata modificata nel 1983; prima di allora, il re dei Paesi Bassi aveva il comando supremo delle forze armate dei Paesi Bassi.

## Composizione
Le armi servizio sono costituite da:
- Koninklijke Landmacht - esercito
- Koninklijke Marine - marina militare
- Koninklijke Luchtmacht - aeronautica militare
- Koninklijke Marechaussee - forza di  polizia militare